# 菅原秀夫
菅原 秀夫（すがわら ひでお、1947年5月8日 - ）は、日本の地方公務員。元東京都副知事。元首都高速道路株式会社社長。

## 経歴
- 東京都出身。1972年（昭和47年）3月中央大学法学部を卒業。
- 1966年（昭和41年）東京都庁入庁。

都庁では主に主税畑を歩いた。脱税を暴く税務調査官の仕事に携わり、局長時代には過去最高の税徴収率を記録した。石原慎太郎都知事の時、2007年（平成19年）から2010年（平成22年）の4年間副知事として仕えた。石原慎太郎元知事から、「都庁イチロー」と称されるとともに、その風貌から「侍」とも言われた。

### 年譜
- 2001年（平成13年）東京都主税局徴収部長
- 2003年（平成15年）主税局総務部長
- 2005年（平成17年）主税局長
- 2007年（平成19年）東京都副知事
- 2010年（平成22年）日本自動車ターミナル株式会社代表取締役社長
- 2012年（平成24年）首都高速道路株式会社代表取締役社長[2]
- 2016年（平成28年）東京熱供給株式会社代表取締役社長（現在）
- 2017年（平成29年）秋の叙勲で瑞宝中綬章を受章